# Шоломова Софія Богданівна
Софія Богданівна Шоломова, до шлюбу Самойлович (нар. 15 червня 1940, Харків — пом. 22 березня 2010, Харків) — українська та радянська книгознавиця, літературознавиця та краєзнавиця, історикиня української та російської духовної культури XVIII—XX століть. Одна із засновниць товариства харківської інтелігенції «Коло».

## Біографія
1965 року закінчила Харківський державний університет імені О. М. Горького (зараз Харківський національний університет ім. В. Н. Каразіна), за спеціальністю хіміка-органіка.
В 1965—1979 роках працювала у Харківському медичному інституті.
У 1969 році перша наукова публікація за спеціальністю в «Трудах Харьковского медицинского института».
У 1970 році вступила до клубу аматорів книги, заснованого літературознавцем І. Я. Кагановим. Перший виступ у Харківському клубі книголюбів відбувся у 1974 році з повідомленням «Життя та книги Лариси Рейснер».
1979—2010 роки працювала у Харківській державній науковій бібліотеці імені В. Г. Короленка.

## Праці
- Харківське видання Паустовського // Вечірній Харків.- 1982.- 21 лип.
- В. Г. Короленко издавался в Харькове // Красное знамя.- 1983.- 27 июля.
- О редком издании поэмы Александра Блока «Двенадцать»: харьк. изд. 1921 г. // Книжное обозрение. — 1984. — 8 июня.
- А.Блок и Л. Рейснер // Творчество А. А. Блока и русская культура ХХ века: тезисы I Всесоюз. конф.  / Тартуский гос. ун-т.— Тарту,1975. — С. 127—128.
- Прибалтийская страница Л. Рейснер // Даугва. — 1980. — № 4. — С. 119—123.
- Нить, связующая имена: Лариса Рейснер и Владимир Маяковский // Лит. Грузия. — 1983. — № 7. — С. 168—182.
- История издания книги Ларисы Рейснер «Гамбург на баррикадах» / С. Б. Самойлович (псевд.) // Книга: исслед. и материалы: сборник. — Москва,1984. — Сб. 49. — С. 183—187.
- Харківська Громадська: (Бібліотечна династія Габелів) // Вітчизна. — 1986. — № 9. — С. 188—190.